# Saramacca (distrikt)

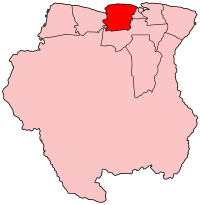
Distriktets läge.

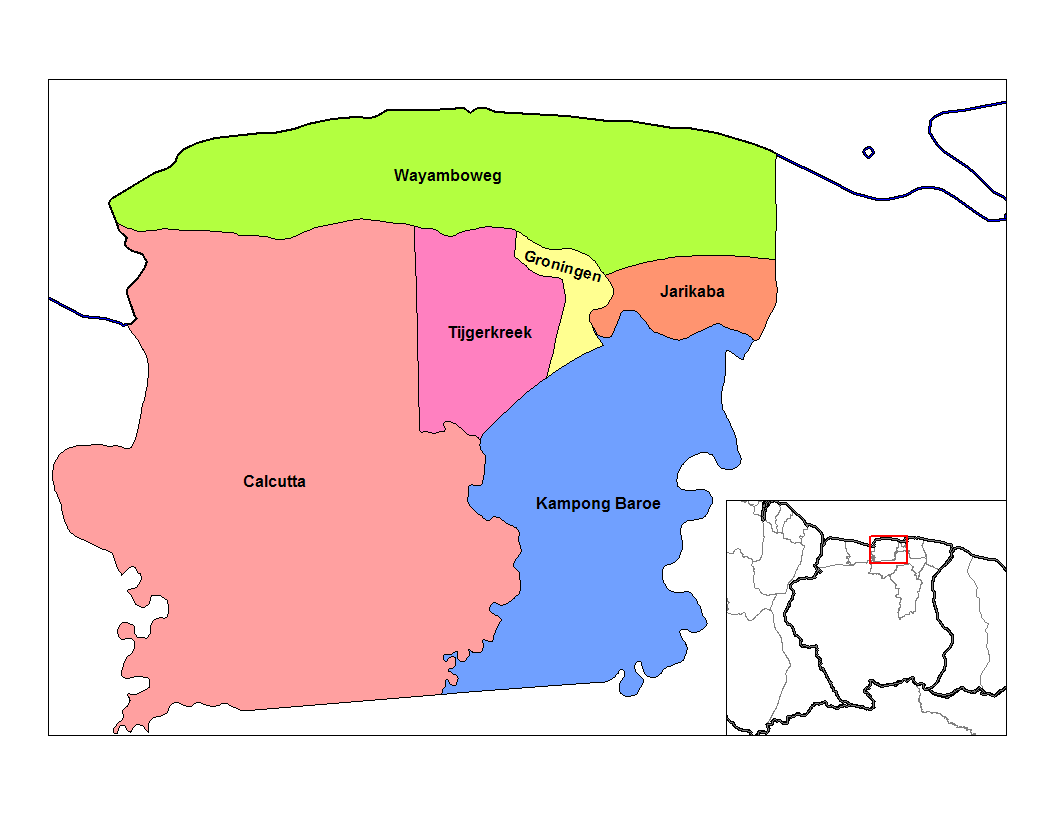
Distriktets ressorten.

Distriktet Saramacca är ett av Surinams 10  distrikt (distrikten).

## Geografi
Distriktet ligger i landets norra del, området har en yta på cirka 3 636 km² med cirka 16 000 invånare. Befolkningstätheten är 5 invånare / km².
Huvudorten är Groningen (Sranan: Skropu) med cirka 2 000 invånare.

## Förvaltning
Distriktet har ordningsnummer 8 och förvaltas av en distriktkommissarie (Districtscommissaris), ISO 3166-2-koden är "SR-SA".
Distriktet är underdelad i 6 kommuner (ressorten):
- Calcutta
- Tijgerkreek
- Groningen
- Kampong Baroe
- Wayambo
- Jarikaba